# Sveti Đurađ (żupania virowiticko-podrawska)
Sveti Đurađ – wieś w Chorwacji, w żupanii virowiticko-podrawskiej, w mieście Virovitica. W 2011 roku liczyła 564 mieszkańców.